# Beni Mellal
Beni Mellal (berberski: Bni Mellal, arapski: بني ملال‎) je marokanski grad, koji je ujedno i glavni grad regije Tadla-Azilal. Grad je prvi put spomenuo Ismali 1688. godine kada je Moulay Ismail, drugi vladar Alaouite dinastije, izgradio utvrde "Tadla", koje su još uvijek vidljive i danas. Veći dio grada je moderniziran i čini važan gospodarski centar za regiju osobito u područjima petrokemijske i tekstilne proizvodnje koja čini okosnicu šire zajednice. Lokalni poljoprivrednih proizvodi kao što su naranče, masline, smokve itd. putuju na tržište preko Beni Mellala. Područje ima kontinentalnu klimu s vrlo vrućim ljetima i hladnim zimama. Oborine dosežu do 350 mm godišnje.